# Saint-Martin-Château
Pour les articles homonymes, voir Saint-Martin.
Saint-Martin-Château est une commune française située dans le département de la Creuse en région Nouvelle-Aquitaine.

## Géographie

### Localisation
La commune est limitrophe du département de la Haute-Vienne.

### Communes limitrophes
| Saint-Junien-la-Bregère          | Saint-Pardoux-Morterolles |                      |
|                                  | Saint-Martin-Château      | Royère-de-Vassivière |
| Peyrat-le-Château (Haute-Vienne) |                           |                      |

### Hydrographie
La Maulde vient du plateau de Millevaches où, barrée, elle forme le vaste lac de Vassivière. Elle va à Peyrat-le-Château et vers les autres lacs de barrages hydroélectriques en aval. Elle finit dans la Vienne un peu avant Saint-Léonard-de-Noblat. Près de Saint-Martin-Château, elle descend la Cascade des Jarrauds qui permit en 1889 l'électrification de Bourganeuf avec une des premières centrale hydroélectrique de France. Sur la commune, ses principaux affluents sont le ruisseau de Tourtoulloux (aussi dit ruisseau de la Buse) et le ruisseau de Langladure (aussi dit ruisseau de Masgrangeas).
Les « planches » sont une particularité du plateau de Millevaches. Ce sont des ponts dont le tablier entre deux piles est fait d'une grande « planche » de pierre taillée. Parfois il y a deux « planches » côte à côte. Il fallait de la pierre qui s'y prêtait. C'est le granite à deux micas du Millevaches, celui que l'on appelle dans la commune « pierre du Compeix ».
Elles ont été posées pour les piétons, car elles sont en général trop étroites pour une charrette. Pour celles-ci, il y avait toujours un gué proche. Ces « planches » de pierre pèsent de l'ordre de 2 tonnes et parfois plus. Elles sont toutes accessibles par des chemins à faible distance des routes et la plupart ont été fléchées par l'association « Éclats de rives ».
Les « planches » sont au nombre de sept. Il y a également deux vieux ponts à Palin et à Villegouleix.
Ce sont : dans le nord de la commune : les trois planches de La Clavelle (détruite), de Pont et de Verrière.
Dans la partie centrale : la planche Périne située sur le Langladure, les deux planches de La Cour, les ruines du pont Palin. Au sud : la planche La Pierre et le pont de Villegouleix.

### Climat
Pour des articles plus généraux, voir Climat de la Nouvelle-Aquitaine et Climat de la Creuse.
Historiquement, la commune est exposée à un climat montagnard.  
En 2020, Météo-France publie une typologie des climats de la France métropolitaine dans laquelle la commune est exposée à un climat de montagne et est dans la région climatique  Ouest et nord-ouest du Massif Central, caractérisée par une pluviométrie annuelle de 900 à 1 500 mm, maximale en automne et en hiver.
Pour la période 1971-2000, la température annuelle moyenne est de 10,4 °C, avec  une amplitude thermique annuelle de 14,8 °C. Le cumul annuel moyen de précipitations est de 1 261 mm, avec 13,9 jours de précipitations en janvier et 8,6 jours en juillet. Pour la période 1991-2020, la température moyenne annuelle observée sur la station météorologique la plus proche, située sur la commune de Bourganeuf à 11 km à vol d'oiseau, est de 10,8 °C et le cumul annuel moyen de précipitations est de 1 184,0 mm,. Pour l'avenir, les paramètres climatiques de la commune estimés pour 2050 selon différents scénarios d’émission de gaz à effet de serre sont consultables sur un site dédié publié par Météo-France en novembre 2022.

## Urbanisme

### Typologie
Au 1er janvier 2024, Saint-Martin-Château est catégorisée commune rurale à habitat très dispersé, selon la nouvelle grille communale de densité à 7 niveaux définie par l'Insee en 2022.
Elle est située hors unité urbaine et hors attraction des villes,.

### Occupation des sols
L'occupation des sols de la commune, telle qu'elle ressort de la base de données européenne d’occupation biophysique des sols Corine Land Cover (CLC), est marquée par l'importance des forêts et milieux semi-naturels (77,3 % en 2018), une proportion sensiblement équivalente à celle de 1990 (76,7 %). La répartition détaillée en 2018 est la suivante : 
forêts (74,7 %), prairies (14,4 %), zones agricoles hétérogènes (8,3 %), milieux à végétation arbustive et/ou herbacée (2,6 %). L'évolution de l’occupation des sols de la commune et de ses infrastructures peut être observée sur les différentes représentations cartographiques du territoire : la carte de Cassini (XVIIIe siècle), la carte d'état-major (1820-1866) et les cartes ou photos aériennes de l'IGN pour la période actuelle (1950 à aujourd'hui).

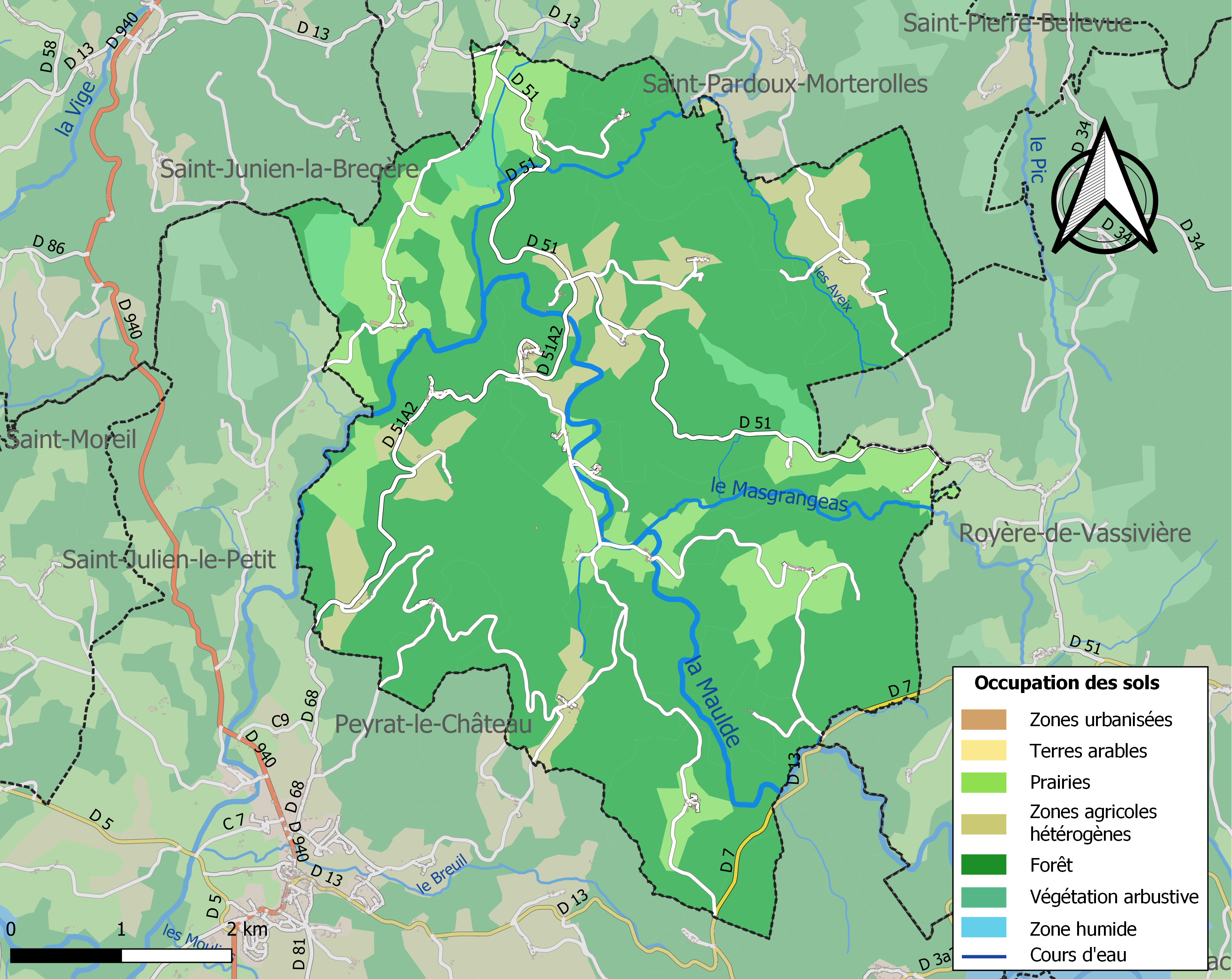
Carte des infrastructures et de l'occupation des sols de la commune en 2018 (CLC).

### Risques majeurs
Le territoire de la commune de Saint-Martin-Château est vulnérable à différents aléas naturels : météorologiques (tempête, orage, neige, grand froid, canicule ou sécheresse) et séisme (sismicité faible). Il est également exposé à un risque technologique, la rupture d'un barrage, et à un risque particulier : le risque de radon. Un site publié par le BRGM permet d'évaluer simplement et rapidement les risques d'un bien localisé soit par son adresse soit par le numéro de sa parcelle.

#### Risques naturels

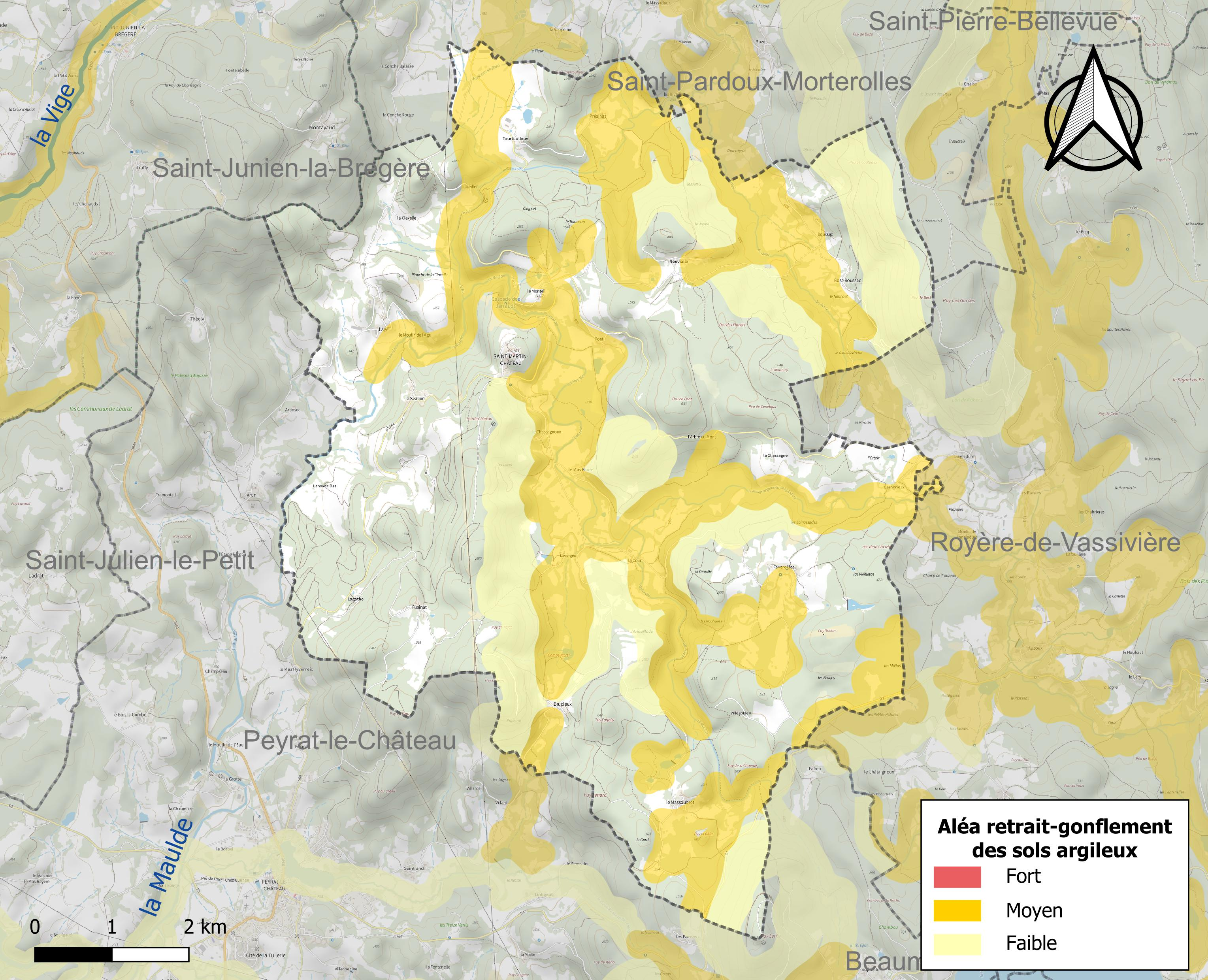
Carte des zones d'aléa retrait-gonflement des sols argileux de Saint-Martin-Château.

Le retrait-gonflement des sols argileux est susceptible d'engendrer des dommages importants aux bâtiments en cas d’alternance de périodes de sécheresse et de pluie. 33,3 % de la superficie communale est en aléa moyen ou fort (33,6 % au niveau départemental et 48,5 % au niveau national). Sur les 202 bâtiments dénombrés sur la commune en 2019,  71 sont en aléa moyen ou fort, soit 35 %, à comparer aux 25 % au niveau départemental et 54 % au niveau national. Une cartographie de l'exposition du territoire national au retrait gonflement des sols argileux est disponible sur le site du BRGM,.
Par ailleurs, afin de mieux appréhender le risque d’affaissement de terrain, l'inventaire national des cavités souterraines permet de localiser celles situées sur la commune.
La commune a été reconnue en état de catastrophe naturelle au titre des dommages causés par les inondations et coulées de boue survenues en 1982 et 1999. Concernant les mouvements de terrains, la commune a été reconnue en état de catastrophe naturelle au titre des dommages causés par des mouvements de terrain en 1999 et 2014.

#### Risques technologiques
La commune est en outre située en aval du barrage de Vassivière, un ouvrage sur la Maulde de classe A soumis à PPI disposant d'une retenue de 106 millions de mètres cubes. À ce titre elle est susceptible d’être touchée par l’onde de submersion consécutive à la rupture de cet ouvrage.

#### Risque particulier
Dans plusieurs parties du territoire national, le radon, accumulé dans certains logements ou autres locaux, peut constituer une source significative d’exposition de la population aux rayonnements ionisants. Certaines communes du département sont concernées par le risque radon à un niveau plus ou moins élevé. Selon la classification de 2018, la commune de Saint-Martin-Château est classée en zone 3, à savoir zone à potentiel radon significatif.

## Toponymie
L'église du village est attestée en 1097 sous la forme ecclesia sancti Martini, et vers 1315 avec la précision « du château », Sancti Martini de Castro. Son titre renvoie à saint Martin, soldat romain du IVe siècle devenu évêque de Tours.

## Histoire
Avant la création du département de la Creuse à la Révolution française, le 4 mars 1790, la paroisse de Saint-Martin-Château faisait partie du Poitou, de la généralité de Limoges, de la sénéchaussée de Montmorillon et de l’archiprêtré d’Aubusson. C’était une cure séculière placée sous le vocable de saint Martin, évêque de Tours. La nomination des titulaires appartenait au prieur de Peyrat-le-Château.
Entre 1143 et 1156, l'évêque de Limoges Gérald II donna l’église de Saint-Martin-Château à l'abbaye Saint-Martial de Limoges et à celle de Saint-Denis de Peyrat. L’église date du XIIe siècle, elle abrite un tombeau sculpté du XVe siècle.
Guillaume de Lomènie, seigneur de Saint Martin-Château et de Saint-Pardoux-Lavaud, demeurant au château de Monteil vendit en 1776, la seigneurie de Saint-Pardoux-Lavaud avec les droits de justice, qu’il avait sur ce lieu, a Pierre Esmoing chevalier, et à François Esmoing, prieur de Sainte-Croix-de-Josselin, demeurant au château de la Grillére. Le revenu de la cure était de 2 280 livres en 1780.
XIXe siècle
La cascade des Jarrauds rentre dans l'histoire au XIXe siècle alimentant une dynamo permettant à  la ville de Bourganeuf d'être la troisième ville française à recevoir l'électricité en 1886.
La Maulde ou Maude au XIXe siècle permettait d'acheminer du bois à partir de Saint-Martin-Château vers Limoges.
En 1846, la commune comptait 1 294 habitants et 160 migrants soit 12,4 % de la population. Parmi ces 160  migrants, 100 étaient maçons et 20 tailleurs de pierre.

## Politique et administration

### Liste des maires
| Période                                  | Période   | Identité          | Étiquette | Qualité |
| ---------------------------------------- | --------- | ----------------- | --------- | ------- |
| Les données manquantes sont à compléter. |           |                   |           |         |
| mars 2001                                | mars 2008 | Georges Barlet    |           |         |
| mars 2008                                | mars 2014 | Jean-Paul Monnier |           |         |
| mars 2014                                | En cours  | Nicolas Derieux   | SE        |         |

## Démographie
L'évolution du nombre d'habitants est connue à travers les recensements de la population effectués dans la commune depuis 1793. Pour les communes de moins de 10 000 habitants, une enquête de recensement portant sur toute la population est réalisée tous les cinq ans, les populations de référence des années intermédiaires étant quant à elles estimées par interpolation ou extrapolation. Pour la commune, le premier recensement exhaustif entrant dans le cadre du nouveau dispositif a été réalisé en 2005.

En 2022, la commune comptait 152 habitants, en évolution de +4,83 % par rapport à 2016 (Creuse : −3,32 %, France hors Mayotte : +2,11 %).
| 1793  | 1800  | 1806  | 1821  | 1831  | 1836  | 1841  | 1846  | 1851  |
| ----- | ----- | ----- | ----- | ----- | ----- | ----- | ----- | ----- |
| 1 134 | 1 229 | 1 110 | 1 100 | 1 196 | 1 230 | 1 210 | 1 294 | 1 311 |

| 1856  | 1861  | 1866  | 1872  | 1876  | 1881  | 1886  | 1891  | 1896  |
| ----- | ----- | ----- | ----- | ----- | ----- | ----- | ----- | ----- |
| 1 273 | 1 176 | 1 322 | 1 300 | 1 235 | 1 279 | 1 250 | 1 289 | 1 290 |

| 1901  | 1906  | 1911  | 1921 | 1926 | 1931 | 1936 | 1946 | 1954 |
| ----- | ----- | ----- | ---- | ---- | ---- | ---- | ---- | ---- |
| 1 228 | 1 158 | 1 118 | 930  | 812  | 695  | 667  | 572  | 485  |

| 1962 | 1968 | 1975 | 1982 | 1990 | 1999 | 2005 | 2006 | 2010 |
| ---- | ---- | ---- | ---- | ---- | ---- | ---- | ---- | ---- |
| 373  | 323  | 259  | 219  | 152  | 135  | 134  | 136  | 159  |

| 2015 | 2020 | 2022 | - | - | - | - | - | - |
| ---- | ---- | ---- | - | - | - | - | - | - |
| 147  | 147  | 152  | - | - | - | - | - | - |

## Culture locale et patrimoine

### Lieux et monuments

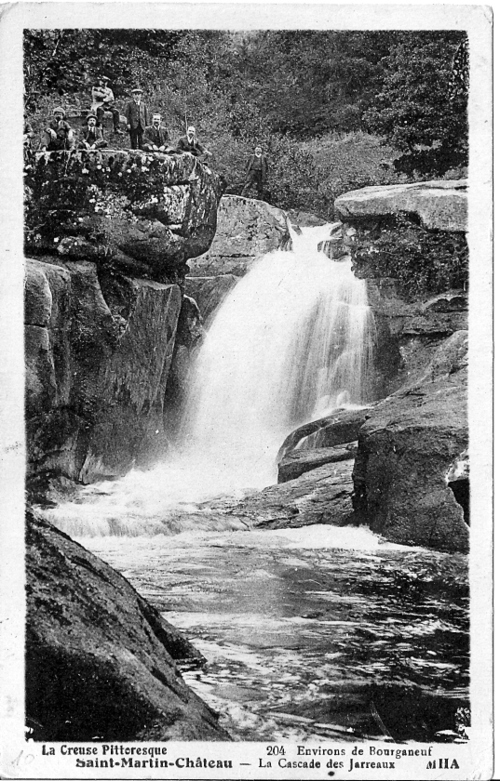
La cascade des Jarrauds

- Église Saint-Martin de Saint-Martin-Château. Elle est inscrite à l'Inventaire général du patrimoine culturel[30].
- La Cascade des Jarrauds située à Saint-Martin-Château fait partie de la rivière la Maulde, après que celle-ci a reçu son affluent le Langladure. La Cascade des Jarrauds est devenue célèbre en 1889 en permettant l'électrification de Bourganeuf. La cascade présente une déclivité de quatorze mètres sur une longueur d'environ trois kilomètres.
- Le GR de pays des cascades, landes et tourbières est un nouveau circuit de 65 kilomètres permettant de relier Royère-de-Vassivière à Bourganeuf en passant par Saint-Pierre-Bellevue, Saint-Pardoux-Morterolles, Faux-Mazuras, Saint-Martin-Château et Saint-Junien-la-Bregère. Le circuit permet de visiter de nombreux sites naturels et monuments remarquables de la région : tourbières, Cascade des Jarrauds, Cascades et champs de pierres d’Augerolles,  moulin d'Augerolles, Tour Zizim, ponts de planches en granite, croix, églises, sites inscrits des Gorges du Verger et des Roches du Mazuras… Le circuit peut s'effectuer à pied en trois ou quatre jours ou en un ou deux jours en VTT ou à cheval[31].

### Personnalités liées à la commune
- Marcel Deprez né à Aillant-sur-Milleron en 1843 et mort à Vincennes en 1918, est un ingénieur français ayant essentiellement travaillé sur l'électricité. De 1876 à 1886, Deprez mène les premiers essais de transport d'électricité sur de longues distances à Creil. À l'Exposition internationale d'électricité de Paris en 1881, il présente pour la première fois une installation de distribution d'énergie électrique alimentée par deux dynamos. Marcel Deprez permit de réaliser le transport de l'électricité entre les installations des usines de la Cascade des Jarrauds et Bourganeuf.
- Henri Prébost est un soldat fusillé pour l'exemple. Il est né le 1er septembre 1884 à Saint-Martin-Château. Il vivait à Villeurbanne où il exerçait le métier de maçon. Pendant la Première Guerre mondiale, Prébost a été incorporé au 63e RI, 5e Cie. Il a été fusillé pour l'exemple le 20 avril 1915 à Flirey avec trois autres soldats, à la suite du refus collectif de sa compagnie de remonter à l'assaut de la crête de Mortmare. Henri Prébost a été désigné par ses supérieurs pour être fusillé car il était militant du syndicat de la CGT fondée à Limoges en 1895. Il a été réhabilité par jugement de la cour spéciale de justice militaire le 30 juin 1934. Les quatre fusillés de Flirey s'ajoutent à ceux de Vingré, Fontenoy, Fleury, Mouilly, Montauville… En quatre ans, 2 400 poilus auront été condamnés à mort et 600 exécutés, les autres voyant leur peine commuée. Henri Prébost est enterré à Villeurbanne.

### Enseignement
Au cours de l'année scolaire 2011/2012, Le village de Saint-Martin-Château a accueilli le collège associatif de la Traverse dans un de ses gites communaux. Ce collège privé hors contrat était uniquement encadré par des bénévoles. Il a ensuite déménagé à la rentrée scolaire 2012 dans le village de La Villedieu.